# Kian Emadi
Kian Emadi-Coffin (Stoke-on-Trent, 29 de julho de 1992) é um desportista irlandês que compete no ciclismo nas modalidades de rota e pista.
Ganhou duas medalhas no Campeonato Mundial de Ciclismo em Pista, ouro em 2018 e prata em 2019, e duas medalhas de bronze no Campeonato Europeu de Ciclismo em Pista, nos anos 2016 e 2018.

## Medalheiro internacional
| Campeonato Mundial | Campeonato Mundial         | Campeonato Mundial | Campeonato Mundial      |
| Ano                | Lugar                      | Medalha            | Competição              |
| ------------------ | -------------------------- | ------------------ | ----------------------- |
| 2018               | Apeldoorn ( Países Baixos) | Medalha de ouro    | Perseguição por equipas |
| 2019               | Pruszków ( Polónia)        | Medalha de prata   | Perseguição por equipas |
| Campeonato Europeu |                            |                    |                         |
| Ano                | Lugar                      | Medalha            | Competição              |
| 2016               | Saint-Quentin ( França)    | Medalha de bronze  | Perseguição por equipas |
| 2018               | Glasgow ( Reino Unido)     | Medalha de bronze  | Perseguição por equipas |